# ردا بلاسینه
ردا بلاسینه (انگلیسی: Reda Bellahcene؛ زادهٔ ۲۱ ژانویهٔ ۱۹۹۳) بازیکن فوتبال اهل الجزایر است.
از باشگاه‌هایی که در آن بازی کرده‌است می‌توان به باشگاه فوتبال اتحاد الجزایر اشاره کرد.